# New jack swing
New jack swing, někdy „swingbeat“, je hybridní styl, který se skládá z popových a rhythm and bluesových žánrů.

## Charakteristika
Encyclopædia Britannica nazvala tento žánr jako „ta nejvíce popově-orientovaná R&B hudba od dob motownových šedesátých let“. Slovník Merriam-Webster definuje new jack swing jako „popovou hudbu interpretovanou černými umělci, kteří zkombinovali jazz, funk, rap a rhythm and blues“. Klíčovými producenty této hudby jsou Babyface a Teddy Riley.

## Historie

### Vývoj
Na vytvoření tohoto stylu se podíleli bývalí členové minneapoliské R&B skupiny The Time, Jimmy Jam a Terry Lewis. V roce 1985 se producentsky podíleli na albu Control od Janet Jacksonové. Podle všeho šlo o revoluční zvuk, jelikož šlo o nový inovativní styl, který kombinoval R&B, old school rap, funk, disco a syntetické perkuse. Fúze měla hudebně pak vliv i na new jack swing. Fráze new jack swing se obvykle spojuje s americkým hudebním producentem a zpěvákem-skladatelem Teddy Riley-m, který vedl v osmdesátých letech skupinu Guy a v devadesátých letech skupinu BLACKstreet.
Riley měl rovněž na svědomí fúze R&B a hip-hopu, které v osmdesátých letech působily na hudební scéně jako dva protipóly. Riley vysvětluje „rappers and singers didn't want anything to do with one another“, protože „singers were soft, rappers were street“. On tedy smíchal „sweet melody“ (R&B) a „big beats“ (hip-hop), což ovlivnilo nejenom vznikající new jack swing ale i současné R&B.

### Popularita a kritika
V devadesátých letech styl ovlivnil popovou hudbu a mezi hudebníky, kteří byli inspirováni new jack swingem patří New Kids on the Block, Michael Jackson, Jane Child, Madonna, Sheena Easton, Bobby Brown a další.
Styl byl kritizován především gangsta rappery, kteří soudili, že rappeři jako Bobby Brown se vzdali pro popovější verzi rapu, kvůli popularitě a penězům. Ice Cube ve své písni "Wrong Nigga To Fuck Wit" se vyjádřil k tomuto žánru „It ain't no pop cause that sucks/And you can new jack swing on my nuts“. Paradoxně v roce 1993 tento útržek byl nasamplován new-jack-swingovou skupinou Tony! Toni! Toné! do jejich Hot 100 hitu "If I Had No Loot".

## New Jack Swing Interpreti
- Aaron Hall
- Abstrac
- After 7
- Al B. Sure!
- Alton 'Wokie' Stewart
- Another Bad Creation
- Basic Black
- Bell Biv DeVoe
- Big Daddy Kane
- Blackstreet
- Bobby Brown
- Boy George
- Boyz II Men
- Brownstone
- Cherelle
- Chris Bender
- Christopher Williams
- Damian Dame
- Deja
- En Vogue
- Eternal
- Father MC
- Foster & McElroy
- Full Force
- The Good Girls
- Guy
- Heavy D. & The Boyz
- Hi-Five
- Intro
- James Ingram
- Jade
- Jane Child
- Janet Jacksonová
- Jodeci
- Johnny Gill
- Johnny Kemp
- Keith Sweat
- Kid 'n Play
- Kool Moe Dee
- LeVert
- Lisa Stansfield
- Loose Ends
- Mary J. Blige
- Meli'sa Morgan
- Men at Large
- Michael Jackson,"Remember the Time"
- Michel'le
- Mokenstef
- Monie Love
- Nayobe
- New Edition
- New Kids on the Block
- Peacies of a Dream
- Pebbles
- Ralph Tresvant
- Riff
- R. Kelly
- Ready For the World
- Redhead Kingpin & FBI
- Samuelle
- Shanice
- Soul 4 Real
- Special Generation
- Stacy Lattisaw
- Starpoint
- SWV
- Tammy Lucas
- Tara Kemp
- Teddy Riley
- The Boys
- The Force M.D.s
- The Rude Boys
- Timex Social Club
- Timmy Gatling
- TLC
- Today
- Tony Terry
- Tony! Toni! Toné!
- Troop
- Tyler Collins
- Wreckx-N-Effect
- Young MC
- Zan